# Acton (famiglia)
Acton, antica famiglia nobile inglese trapiantatasi in Italia, tra Firenze, Napoli e Palermo nel XVIII secolo.

## Esponenti illustri
- John Francis Edward Acton (1736-1811), VI Baronetto, noto Giovanni Acton o John Acton. Cugino di terzo grado di Richard Acton (1712-1791), V Baronetto e discendente di Walter Acton (1620-1665), II Baronetto, ammiraglio del Granducato di Toscana e primo ministro del Regno di Napoli;
- Joseph Edward Acton (1737-1830), noto come Giuseppe Eduardo Acton, generale del Regno delle Due Sicilie, comandante della piazza di Gaeta;
- Ferdinand Dalberg-Acton (1801-1837);
- Charles Januarius Acton (1803-1847), noto come Carlo Gennaro Acton, cardinale;
- Guglielmo Acton (1825-1896), ammiraglio e senatore del Regno d'Italia;
- Laura Acton (1829-1915);
- Ferdinando Acton (1832-1891), ammiraglio del Regno delle Due Sicilie e ministro del Regno d'Italia;
- Emmerik Acton (1834-1901), viceammiraglio della Regia Marina;
- Alfredo Acton (1867-1934), ammiraglio e senatore del Regno d'Italia;
- Francesco Acton (1910-1997), capitano di vascello.